# Brüsszel villamosvonal-hálózata
Brüsszel villamosvonal-hálózata 19 vonalból áll, összesen 215 km hosszan. 1869. május 1-jén indult el az első lóvasút, és ma már az egész Brüsszel Fővárosi Régió és néhány szomszédos település területére is kiterjed a villamos-vonalhálózat. Néhány szakaszon több vonal is lemegy a föld alá, amit premetrónakhívnak.

## Története
1869. május 1-jén indult el az első lóvasút a Porte de Namur és a Bois de la Cambre között.
A brüsszeli villamos történetét két nagy szakaszra lehet bontani:

### Les Tramways bruxellois
1874 és 1953 között a Les Tramways bruxellois (TB) üzemeltette a villamosokat Brüsszelben.

### La Société des transports intercommunaux de Bruxelles
A rendszert a Société des transports intercommunaux de Bruxelles (brüsszeli interkommunális közlekedési társaság) szolgálja ki 1954 óta, mióta megalakult.

## Vonalak
| Vonal | Végállomások                                         | Megállók száma | Hossz    | Szolgáltatás |
| ----- | ---------------------------------------------------- | -------------- | -------- | --- |
| 3     | Esplanade ↔ Churchill                                | 26             | 13,5 km  | Minden nap, egész nap, a vonal teljes hosszán. |
| 4     | Gare du Nord ↔ Stalle P                              | 21             | 10 km    | Minden nap, egész nap, a vonal teljes hosszán. |
| 7     | Vanderkindere ↔ Heysel                               | 36             | 16 km    | Minden nap, egész nap, a vonal teljes hosszán. |
| 19    | De Wand ↔ Groot-Bijgaarden                           | 24             | 9,18 km  | Minden nap, egész nap, a vonal teljes hosszán. |
| 25    | Boondael Gare ↔ Rogier                               | 28             | 11,6 km  | Hétfőtől szombatig kivéve munkaszüneti napokon 20 óráig a vonal teljes hosszán. 20 órától: hétfőtől szombatig, valamint vasárnap és munkaszüneti napokon egész nap a Buyl ↔ Rogier szakaszon.      |
| 32    | Da Vinci ↔ Drogenbos Château                         | 41             | 16 km    | Minden nap, 20 órától, a vonal teljes hosszán. |
| 39    | Montgomery ↔ Ban-Eik                                 | 20             | 8,9 km   | Minden nap, egész nap, a vonal teljes hosszán. |
| 44    | Montgomery ↔ Tervuren Station                        | 17             | 9,34 km  | Minden nap, egész nap, a vonal teljes hosszán. |
| 51    | Heysel ↔ Porte de Ninove ↔ Gare du Midi ↔ Van Haelen | 41             | 15 km    | Minden nap, egész nap, a vonal teljes hosszán. |
| 55    | Da Vinci ↔ Rogier                                    | 15             | 5,9 km   | Minden nap, egész nap, a vonal teljes hosszán. |
| 62    | Cimetière de Jette ↔ Eurocontrol                     | 23             | 10,5 km  | Hétfőtől péntekig 20 óráig a vonal teljes hosszán. Hétfőtől péntekig 20 órától, valamint szombaton, vasárnap és ünnepnapokon egész nap a Cimetière de Jette ↔ Da Vinci szakaszon közlekedik.       |
| 81    | Montgomery ↔ Marius Renard                           | 35             | 13,8 km  | Minden nap, egész nap, a vonal teljes hosszán. |
| 82    | Berchem Station ↔ Drogenbos Château                  | 41             | 13,4 km  | Minden nap, 20 óráig a vonal teljes hosszán. 20 óra után a Berchem Station ↔ Gare du Midi szakaszon közlekedik. A Gare du Midi ↔ Drogenbos Château szakasz a 32-es villamos által van kiszolgálva. |
| 92    | Schaerbeek Gare ↔ Fort-Jaco                          | 37             | 12,66 km | Minden nap, egész nap, a vonal teljes hosszán. |
| 93    | Stade ↔ Legrand                                      | 33             | 11,5 km  | Minden nap, egész nap, a vonal teljes hosszán. |
| 94    | Louise ↔ Musée du Tram                               | 28             | 9,5 km   | Minden nap, egész nap, a vonal teljes hosszán. |
| 97    | Louise ↔ Dieweg                                      | 28             | 9,9 km   | Minden nap, egész nap, a vonal teljes hosszán. |